# 水野元綱
水野 元綱（みずの もとつな、慶長6年（1601年） - 寛文5年5月16日（1665年6月29日））は、三河新城藩の第2代藩主。上野安中藩の初代藩主。新城藩初代藩主・水野分長の長男。母は山口重勝の娘。正室は中川秀成の娘。子は水野元倫（長男）、水野元知（次男）、娘（那須資国室）。官位は従五位下、大和守、備後守。新城城主。
慶長6年（1601年）、尾張に生まれる。慶長12年（1607年）から徳川秀忠に仕え、慶長17年（1612年）に大和守に任ぜられた。慶長19年（1614年）の大坂冬の陣では水野忠元に属して出陣し、夏の陣では首級を挙げた。元和2年（1616年）に近江伊香郡内で1000石を与えられた。
元和6年（1620年）に父・分長が徳川頼房に付けられて常陸水戸藩に移ると、三河新城藩1万石を相続する（この際に近江の領地は収公された）。この際に備後守に改めた。その後、大番頭・奏者番などを務め、寛永10年（1633年）に4000石を加増され1万4000石となる。慶安元年（1648年）に上野安中2万石に移封された。明暦3年（1657年）に琉球の使いが日光山に行く際にそこに赴く。
寛文4年（1664年）10月26日、次男の元知に家督を譲って隠居し、寛文5年（1665年）5月16日に死去した。享年65。法名は心源道要自雲院。墓所は東京都新宿区新宿の天龍寺。なお跡を継いだ元知が発狂した為、安中藩の領地は取り上げられ、子孫は旗本として存続した。